# Girondijnen

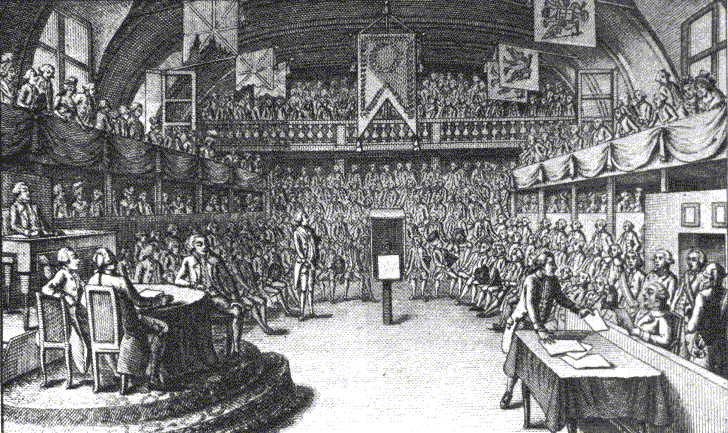
De veroordeling van Lodewijk XVI door de Conventie, in vergadering in de voormalige rijschool

De girondijnen of brissotins waren een gematigd linkse politieke groepering of factie tijdens de eerste fase van de Franse Revolutie. De girondijnen vertegenwoordigden  een stroming van personen met diverse overtuigingen, onder hen bevonden zich Jacques Pierre Brissot, Madame Roland en haar man Jean-Marie Roland, Charles Barbaroux, François Buzot, Théroigne de Méricourt, Olympe de Gouges en Charlotte Corday. Ze hadden zitting in de Nationale Conventie. De girondijnen waren voorstander van een imperialistische politiek. Ze waren voor het exporteren van de Revolutie naar de rest van Europa en verklaarden Engeland, Oostenrijk, de Nederlandse Republiek en Spanje de oorlog, ook bekend als de Eerste Coalitieoorlog.
De girondijnen waren in grote mate verantwoordelijk voor de afschaffing van de monarchie, maar ook medeverantwoordelijk voor de terechtstelling en executie van koning Lodewijk XVI. De prijsstijgingen verhaastten de ondergang van de girondijnen. De natie dreigde uiteen te vallen. Geschrokken door de massale demonstraties van de sansculotten raakten de girondijnen op 2 juni 1793 hun macht kwijt. De betogingen leidden tot de val en vijf maanden later tot de terechtstelling en executie van de girondijnse politieke leiders.
De val van de girondijnen verscherpte de crisis van het revolutionaire Frankrijk; behalve door de vijand uit het buitenland werd het nieuwe regime nu ook in gevaar gebracht door opstanden die overal in het land uitbraken; de oorlog werd uitgebreid met een burgeroorlog.

## Geschiedenis
De girondijnen, een samenraapsel van politici uit de Législative met verschillende kleur en achtergrond, ontstonden in Parijs. Op 20 oktober 1791 hield Jacques Pierre Brissot zijn eerste rede in de Wetgevende Vergadering, waar de feuillants de meerderheid hadden, over de inbeslagname van alle goederen van "émigrés", die het land waren uitgevlucht. Een groep afgevaardigden, waarvan het grootste deel uit de omgeving van de Gironde, het grootste departement van Frankrijk, en dan in het bijzonder uit de stad Bordeaux afkomstig was, wonnen aan populariteit toen Brissot op 29 december 1791 verklaarde dat een oorlog een weldaad voor de natie zou zijn, het enige ongeluk zou zijn geen oorlog te voeren.

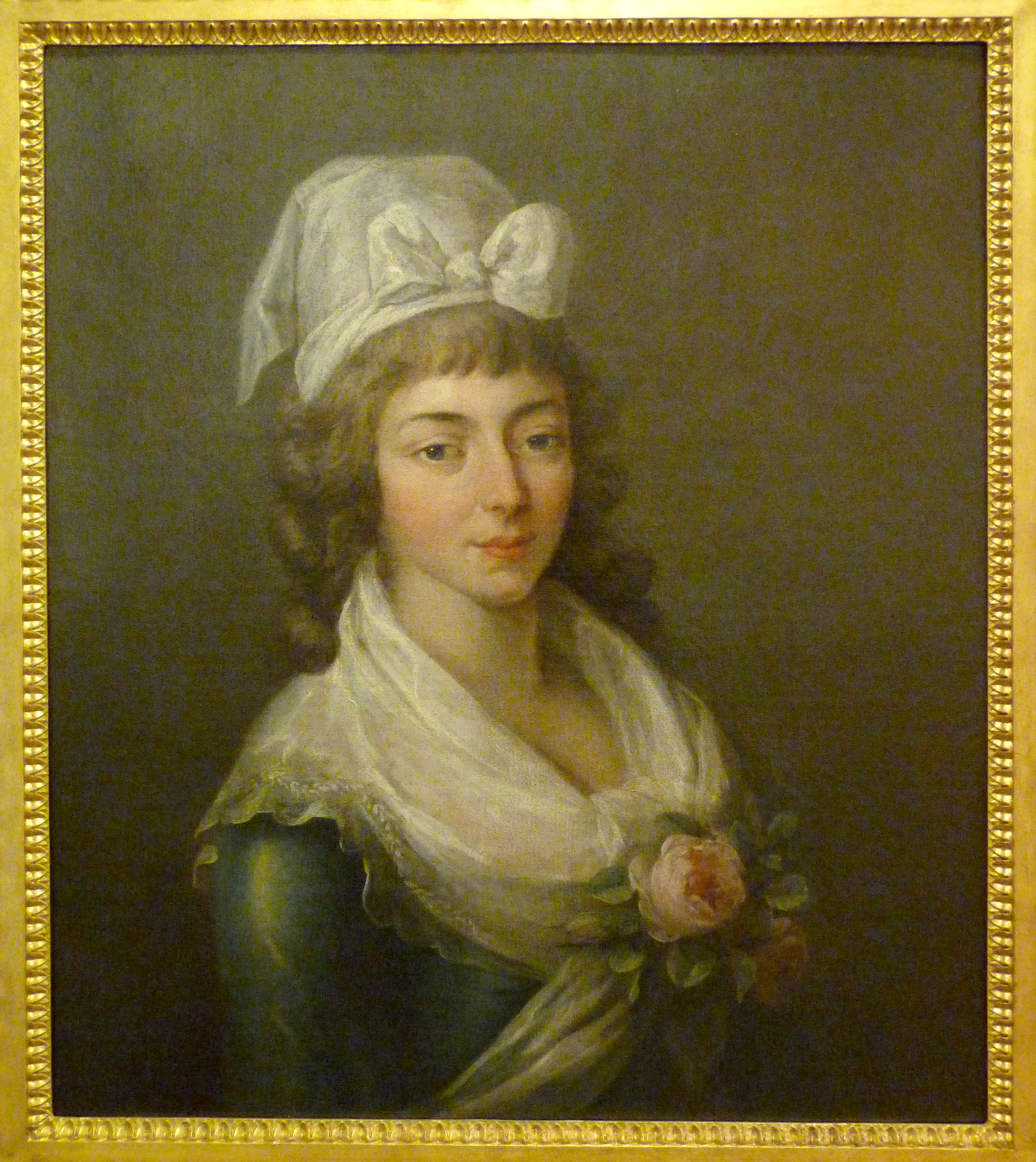
De deugdzame Madame Roland met typerende muts en haardracht

De girondijnen hadden geen vergaderruimte tot hun beschikking zoals de jakobijnen en de cordeliers. Olympe de Gouges en Madame Roland waren leidende vrouwen binnen de beweging. Roland was zeer belezen. De theorie van de girondijnen sprak haar niet alleen aan, ze wilde die ook in de praktijk brengen. Ze verhuisde met haar man, de veel oudere Roland, van Lyon naar Parijs. Roland organiseerde een spraakmakende salon in Parijs. Nicolas de Condorcet, Brissot en de minister van Binnenlandse Zaken, Jean-Marie Roland, waren overtuigde republikeinen. Thomas Paine was een van de buitenlanders die met de girondijnen worden geassocieerd.

## Eerste Coalitieoorlog
Om de binnenlandse onlusten te bestrijden waren de girondijnen evenals de meeste jacobijnen voor oorlog met Oostenrijk, de bevrijding van de Piëmont en de vernietiging van de stad Koblenz, waar zich veel gevluchte emigranten ophielden. In januari 1792 eisten de girondijnen van de Oostenrijkse keizer dat de Verklaring van Pillnitz moest worden ingetrokken en dat zijn opvolger keizer Frans II zijn vriendschap aan Frankrijk moest betuigen. In maart trok een aantal Europese landen hun ambassadeur terug uit Parijs. 
Op 20 april stemden 750 leden van de Assemblée voor oorlog. Lodewijk XVI zat in de Conventie om een formele oorlogsverklaring op te stellen aan Oostenrijk. De koning speelde de details door aan zijn vrouw, die ze doorstuurde naar de Oostenrijkse ambassadeur. Daarop vielen de slecht voorbereide Franse legers de Oostenrijkse Nederlanden binnen. In verwarring trokken de troepen zich terug na de eerste tegenstand.
Op 23 mei veroordeelde Brissot het Oostenrijks comité, dat onder leiding van de koningin de overwinning van de vijand en de contrarevolutie voorbereidde.
Madame Roland schreef een woedende brief en liet die door haar man voorlezen. Het gevolg was dat de koning drie girondijnse ministers, waaronder de in maart aangetreden Roland, ontsloeg; hun plaatsen werden ingenomen door feuillants.
Op 28 juni 1792 hield Brissot een toespraak omdat Karel Willem Ferdinand, de hertog van Brunswijk het land was binnengevallen met een Pruisisch leger van 50.000 man en riep op tot eenheid. Het vaderland was in gevaar.

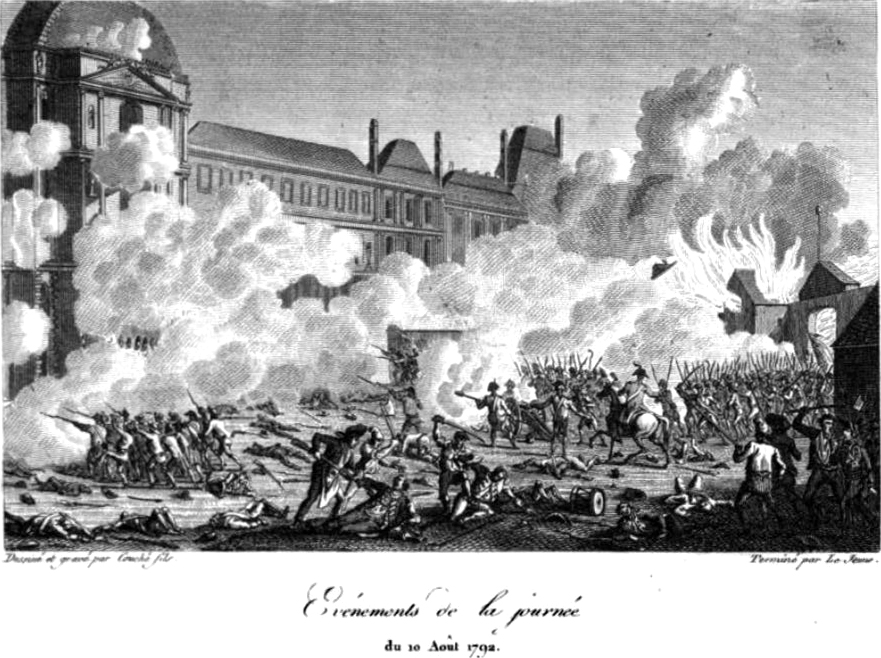
De Bestorming van de Tuilerieën

De Commune van Parijs wilde een afzetting van de koning Lodewijk XVI, anders zouden de Tuilerieën worden bestormd. De koning vluchtte op 10 augustus naar de rijschool en werd gevangengezet in de toren van de Temple. Er kwam een uitvoerend comité van zes ministers ter vervanging van de kroon, waaronder vijf girondijnen onder leiding van Roland en een Cordelier George Danton, die tevens het leiderschap opeiste. De rol van de feuillants was inmiddels uitgespeeld.
In september behaalden de Franse troepen een belangrijke overwinning in de Slag bij Valmy onder generaal Dumouriez, een vriend van Brissot; hij had daarmee de stad Valmy, de natie en de girondijnen gered. Danton kwam tot een akkoord met Brissot hetgeen leidde tot een reeks belangrijke besluiten.
Het geluk lachte de girondijnen toe. De montagnards waren mogelijk al tegenstander na de Septembermoorden, want Brissot was een van de weinigen die de moordpartijen veroordeelde; hij sprak zich uit voor beëindiging van de revolutie en tegen anarchie. De girondijnen deden een beroep op de lokale autoriteiten om zich te verzetten tegen een concentratie en centralisatie van de macht. De kloof tussen Brissot en Robespierre werd groter.
Op 19 november verklaarde Brissot dat Frankrijk ieder land zou steunen om zijn vrijheid te herwinnen Twee dagen later verklaarde hij: Wij kunnen pas gerust zijn als heel Europa in vuur en vlam staat. De girondijnen rekenden op exploitatie van de veroverde gebieden om een economische crisis te lijf te gaan.

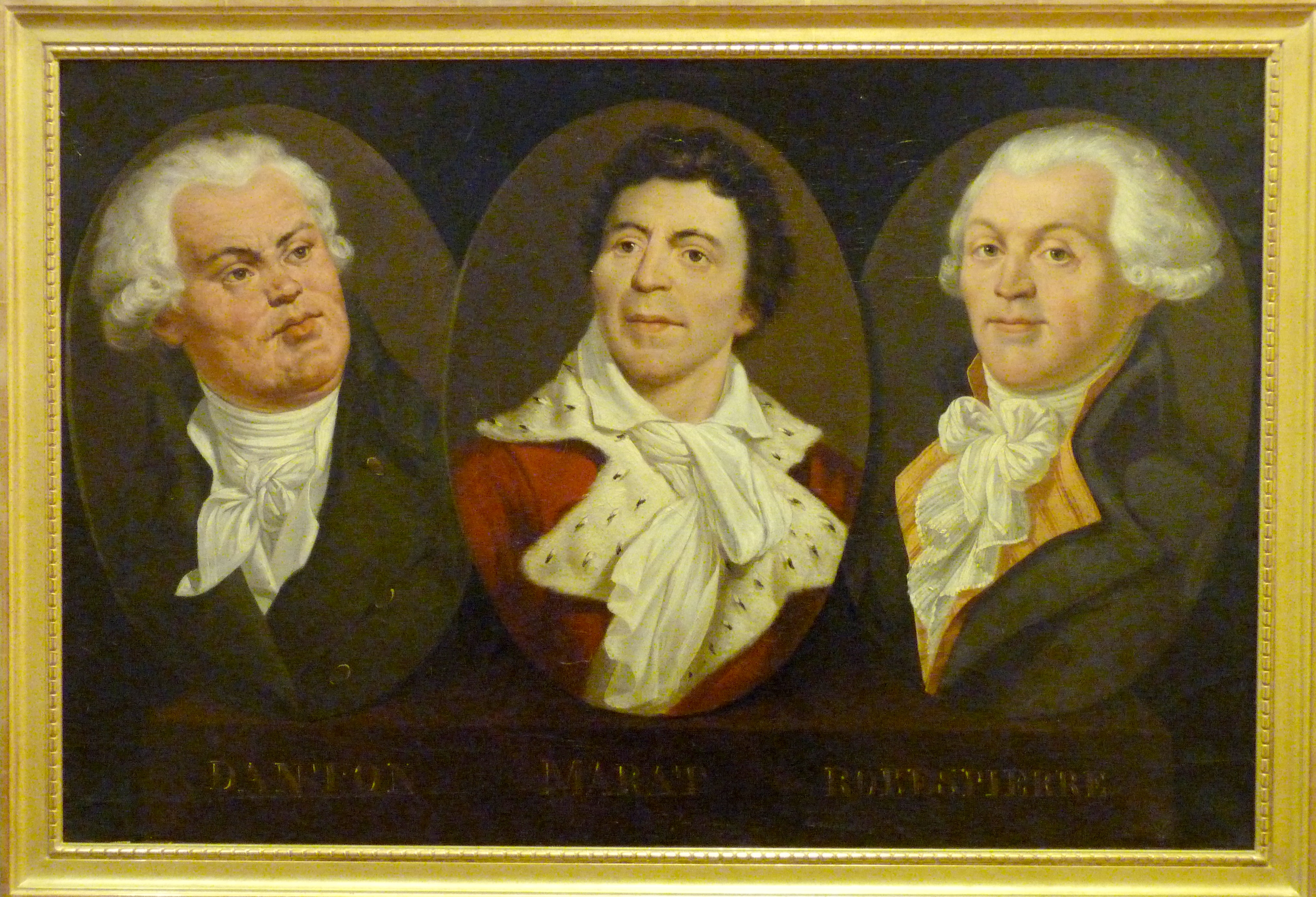
Danton, Marat en Robespierre

In november ontdekte Roland in het paleis een ijzeren kistje, met allerlei belangrijke brieven en verklaringen, voldoende om de koning schuldig te verklaren. Het debat in de Conventie duurde 24 dagen. De stemming in de Conventie was 387 voor terechtstelling en 334 tegen. Brissot sprak zich uit tegen de doodstraf en de koning verkondigde dat Brissot hem toen gered heeft. Marat wilde Brissot laten arresteren, maar Danton, de voormalige minister van Justitie, stond dat niet toe. Op 20 januari nam de koning geduldig het vonnis in ontvangst, maar zijn executie riep heftige reacties in het buitenland op. Roland trok zich terug als minister van Binnenlandse Zaken. 
Op 1 februari 1793 verscheen namens het Comité de Défense Générale, waarvan Brissot voorzitter was, een oorlogsverklaring aan George III van Engeland en stadhouder Willem V. Dumouriez was opgedragen de Nederlanden binnen te vallen; eind januari zou hij Parijs verlaten hebben. Begin februari vielen Venlo, en Stevensweert in handen van de Franse troepen. Hij kreeg assistentie van de patriottische Daendels met tachtig ruiters van het Bataafs Legioen en ca. 2.800 manschappen. Op 17 februari vond de hoofdaanval plaats; via Breda zouden de troepen opstoten naar Dordrecht. Klundert en Bergen op Zoom vielen rond 25 februari. Willemstad kreeg een beleg te verduren van twee weken. Op 2 maart proclameerde de Conventie steun van het Franse volk aan de Bataven, maar het beleg van Maastricht door Francisco de Miranda werd op die dag opgebroken. Geertruidenberg viel op 4 maart. Breda koos op 5 maart een "revolutionaire" gemeenteraad. Op 8 maart kreeg Dumouriez opdracht zich terug te trekken. Hij moest op 18 maart een nederlaag incasseren bij de Slag bij Neerwinden en Aldenhoven. Op dezelfde dag begon de Opstand in de Vendée. Op 4 april liep Dumouriez over naar de Oostenrijkers. Zijn verraad ging gepaard met desertie van troepen.

## Val van de girondijnen

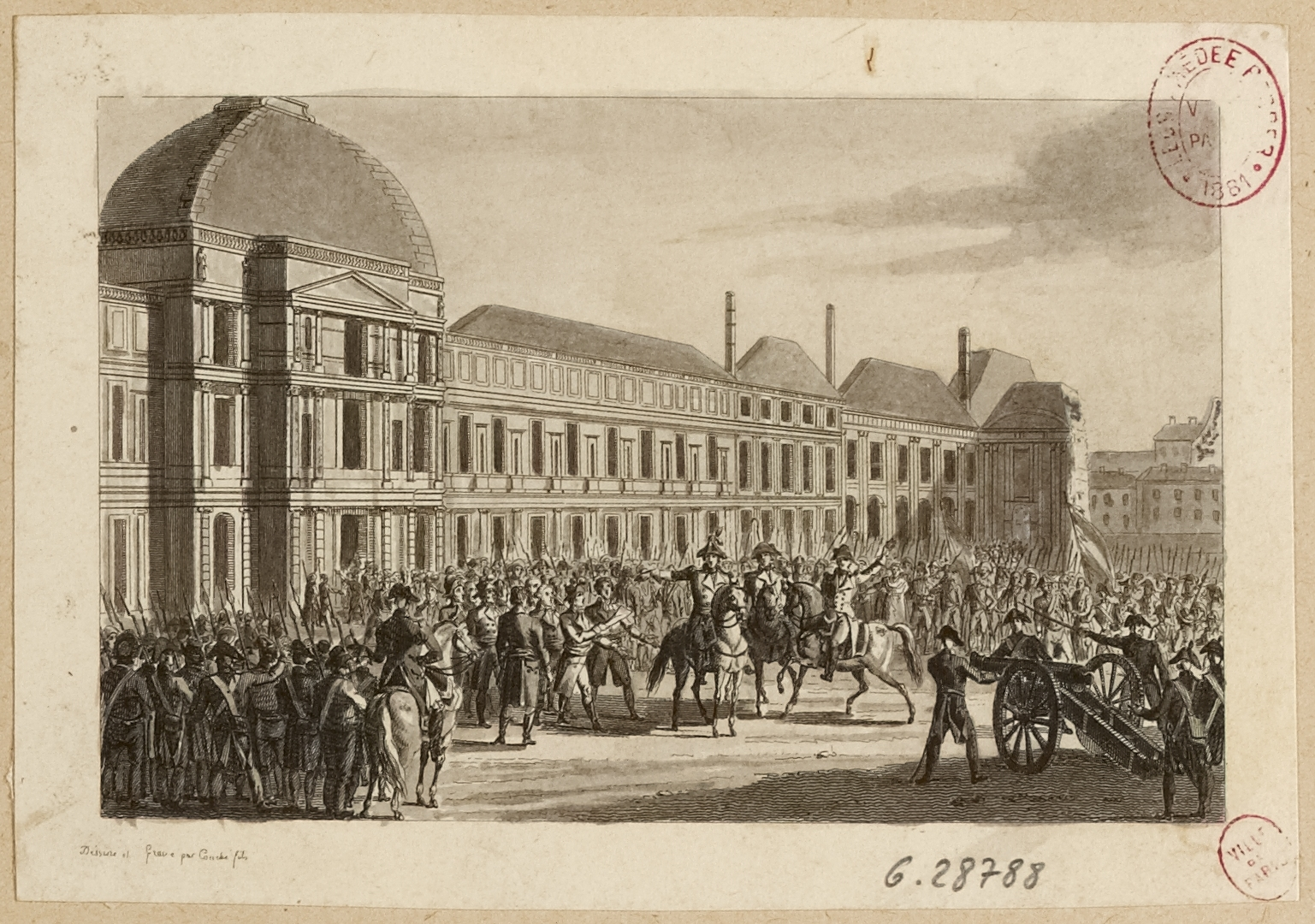
De voedselrellen tussen 31 mei en 2 juni 1793

Sinds maart 1793 toen de dreiging aan de grens en de onrust binnen de departementen toe was genomen, escaleerde de zaak verder. De schatkist was leeg en de assignaten waren waardeloos geworden. Brissot werd aangevallen door Robespierre vanwege zijn steun aan Dumouriez; hij werd door Marat beschuldigd een politiespion te zijn geweest. Op 10 april beschuldigde Robespierre de girondijnen van een samenzwering met Phillipe Égalité om de monarchie te herstellen. Op 13 april werd Jean-Paul Marat gearresteerd. Twee weken later moest hij onder druk van de publieke opinie worden vrijgelaten. Een groot tekort aan levensmiddelen en stijgende prijzen veroorzaakten begin mei ontevredenheid onder de Parijzenaars.
Op 24 mei besloten de girondijnen een onderzoek te doen naar de anarchie binnen de Commune van Parijs en de activiteiten van de Sansculotten. Er werd een commissie (van twaalf girondijnen) geformeerd die Jacques-René Hébert, woordvoerder van het volk, gevangen liet nemen, vanwege zijn oproep tot geweld. Hébert moest onder druk van de Commune van Parijs worden vrijgelaten. Op 26 mei riep Robespierre het volk op tot verzet. Hij spoorde de sansculottes aan om de Conventie een lesje te leren. Op 27 mei werd de Conventie omsingeld door een grote menigte en eiste vrijlating van minstens twee (?) gevangenen. Op 29 mei organiseerden de secties hun verdediging en werd door de postbode Varlet een comité van opstand opgericht.
Op 31 mei legden vertegenwoordigers van de Commune van Parijs een programma voor ter verdediging van de revolutie. Zij eisten arrestatie van de girondijnen; stemrecht uitsluitend voor sansculotten, een vaste broodprijs, en de oprichting van een revolutionair leger. Alleen het voorstel om de commissie van twaalf op te heffen werd aangenomen. Brissot probeerde de jakobijnen het zwijgen op te leggen, door de club te laten sluiten, en het ontbinden van de Parijse gemeenteraad.
Op zondag 2 juni was het definitief afgelopen met de macht van de girondijnen. Na een tumultueuze vergadering en bij een hoofdelijke stemming onthield 2/3 van de afgevaardigden zich van stemmen. Enkel de montagnards en een aantal buitenlanders in de Conventie stemden voor. Toen de afgevaardigden naar buiten wilden treden, bleek de Conventie door 80.000 man Nationale Garde (en een joelende menigte?) omsingeld. De afgevaardigden werden door François Hanriot naar binnen gejaagd. Marat dicteerde in de Conventie een lijst met de namen met 29 girondijnen alsmede twee ministers (Charles-François Lebrun), die gevraagd werd hun zetel op te geven. 31 man kregen huisarrest; een twintigtal vluchtte naar Caen en zetten hun opstand tegen de Parijse dictatuur voort.
De strijd tussen de montagnards en de girondijnen was beëindigd. De sansculotten hadden aanzienlijk aan invloed gewonnen. Charlotte Corday liet zich door de gebeurtenissen op 31 mei inspireren een beraamde een spectaculaire moord op Jean-Paul Marat.

## Nasleep

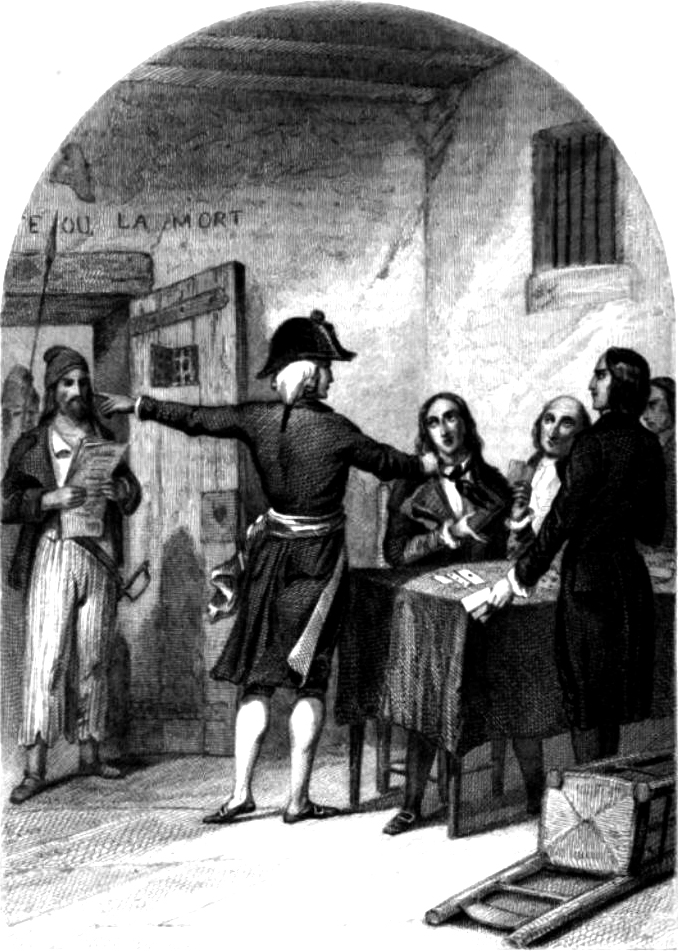
De laatste nacht van de girondijnen in de gevangenis

De jakobijnen onder Robespierre namen de macht over en breidden de centralisatie van Frankrijk uit, toen al een van de meest gecentraliseerde landen ter wereld door toedoen van de zonnekoning. De girondijnen waren niet alleen verenigd door hun oorlogszuchtigheid, ze wilden Frankrijk een federale staatsstructuur geven, wat van de jakobijnen, die centralisme voorstonden, hun grootste vijanden maakte. Het schrikbewind liet de gevangenen, waaronder hun voorman Brissot, eind oktober door het Revolutionair Tribunaal veroordelen; de toonzetting werd geleverd door Hébert. Brissot en zijn medestanders verdedigden zich met verve, zodanig dat een van de rechters zich beklaagde zoveel tijd te moeten besteden aan personen die al veroordeeld waren door het volk.
Hun laatste maaltijd, door Lamartine poëtisch en fantasievol beschreven, werd in het cachot aangericht; uitgezochte spijzen, kostbare bloemen, zeldzame wijnen bedekten de eikenhouten gevangenistafels. Eenentwintig girondijnen werden 31 oktober onthoofd onder de guillotine, omdat ze de eenheid en ondeelbaarheid van Frankrijk in gevaar hadden gebracht. Twee jaar later zouden ze plechtig worden herdacht in een nieuwe fase van de revolutie.
De 19e-eeuwse Franse burgerij was geneigd de girondijnen als verlichte 'liberalen' te vereren en te idealiseren. De aanduiding Brissotins is afkomstig van Camille Desmoulins die L'Histoire de Brissotins ou Fragment de l'Histoire secrète de la Revolution in 1793 had gepubliceerd. De naamgeving girondijnen is afkomstig van Alphonse de Lamartine die in 1847 zijn L'Histoire de Girondins publiceerde. Tussen 1894 en 1902 is op Place des Quinconces in Bordeaux het monument aux Girondins gebouwd als eerbetoon aan de girondijnen namens hun stad van afkomst.
Nationale Grondwetgevende Vergadering (1789–91) · Wetgevende Vergadering (1791–92)

Nationale Conventie (1792–95): Girondijnen (1792–93) · Montagnards (1793–94) · Thermidorianen (1794–95)

Tijdens het Directoire: Raad van Vijfhonderd en Raad van Ouden (1795–99)